# (7245) 1991 RN10
A (7245) 1991 RN10 a Naprendszer kisbolygóövében található aszteroida. Holt, H. E. fedezte fel 1991. szeptember 10-én.